# 基德森角
基德森角（英語：Cape Kidson）是南極洲的海岬，位於帕爾默地，海拔高度300米，是新貝德福德灣入口處北面，在1940年由美國研究隊發現和拍攝空中照片，現時由南極條約體系管理。